# Angelonia ciliaris
Angelonia ciliaris är en grobladsväxtart som beskrevs av Robinson. Angelonia ciliaris ingår i släktet Angelonia och familjen grobladsväxter. Inga underarter finns listade i Catalogue of Life.